# Långlöt
Långlöt ist eine Ortschaft (småort) auf der schwedischen Ostseeinsel Öland. Der Ort gehört zur Gemeinde Borgholm und liegt in der Mitte der Ostseite der Insel.

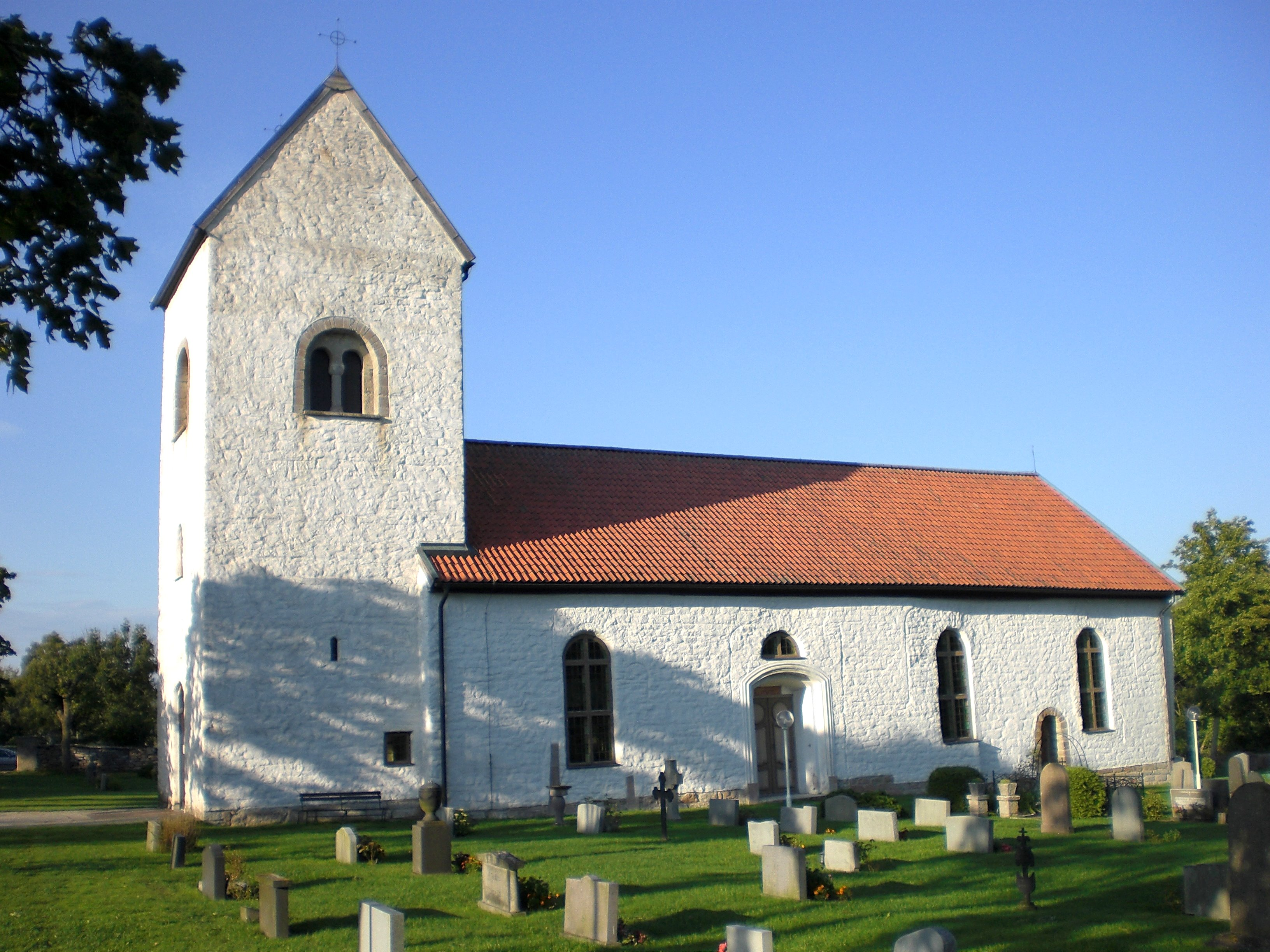
Kirche von Långlöt

Durch den Ort führt die östliche Küstenstraße Ölands, an der sich Långlöt als Straßendorf in offener Bauweise entlangzieht. Westlich des Dorfs befindet sich Himmelsberga mit dem Öland-Museum. Im Süden Folkeslunda und Lerkaka. Bemerkenswert ist die aus dem Mittelalter stammende Kirche von Långlöt. Nördlich des Orts befinden sich einige der für Öland typischen Windmühlen.